# Bigfoot (Texas)
Bigfoot è un census-designated place degli Stati Uniti d'America situato nella contea di Frio dello Stato del Texas.
Prende il nome dal Texas Ranger William A. A. Wallace, detto Bigfoot, un ex residente della città.

## Geografia fisica
Bigfoot è situata a 29°03′19″N 98°50′49″W (29.055333, -98.847011).
Secondo lo United States Census Bureau, ha un'area totale di 23,9 miglia quadrate (62 km²), di cui 0,04 miglia quadrate (0,10 km², 0.13%) d'acqua.

## Società

### Evoluzione demografica
Secondo il censimento del 2000, c'erano 304 persone, 110 nuclei familiari e 91 famiglie residenti nella città. La densità di popolazione era di 12,7 persone per miglio quadrato (4,9/km²). C'erano 127 unità abitative a una densità media di 5,3 per miglio quadrato (2,1/km²). La composizione etnica della città era formata dall'81,58% di bianchi, il 16,12% di altre razze, e il 2,30% di due o più etnie. Ispanici o latinos di qualunque razza erano il 44,74% della popolazione.
C'erano 110 nuclei familiari di cui il 31,8% aveva figli di età inferiore ai 18 anni, il 66,4% erano coppie sposate conviventi, il 12,7% aveva un capofamiglia femmina senza marito, e il 16,4% erano non-famiglie. Il 14,5% di tutti i nuclei familiari erano individuali e il 9,1% aveva componenti con un'età di 65 anni o più che vivevano da soli. Il numero di componenti medio di un nucleo familiare era di 2,76 e quello di una famiglia era di 3,01.
La popolazione era composta dal 25,0% di persone sotto i 18 anni, il 7,6% di persone dai 18 ai 24 anni, il 25,7% di persone dai 25 ai 44 anni, il 29,3% di persone dai 45 ai 64 anni, e il 12,5% di persone di 65 anni o più. L'età media era di 39 anni. Per ogni 100 femmine c'erano 105,4 maschi. Per ogni 100 femmine dai 18 anni in giù, c'erano 101,8 maschi.
Il reddito medio di un nucleo familiare era di 19.375 dollari, e quello di una famiglia era di 17.083 dollari. I maschi avevano un reddito medio di 22.917 dollari contro i 28.750 dollari delle femmine. Il reddito pro capite era di 14.250 dollari. Circa il 23,7% delle famiglie e il 29,1% della popolazione erano sotto la soglia di povertà, incluso il 38,2% di persone sotto i 18 anni di età e il 27,5% di persone di 65 anni o più.